# Harald Siebke
Harald Siebke (* 2. März 1899 in Kiel; † 15. November 1965 in Bonn) war ein deutscher Hochschullehrer für Gynäkologie und Geburtshilfe in Kiel und Bonn.

## Leben
Siebke diente 1917–1919 in der Matrosen-Artillerie. Nach dem Abitur an der Kieler Gelehrtenschule studierte er an der Christian-Albrechts-Universität zu Kiel Medizin. Er war 1920/21 an der Universität Jena und 1921 an der Albertus-Universität Königsberg. Mit einer gynäkologischen Doktorarbeit bei Robert Schröder in Kiel wurde er 1923 zum Dr. med. promoviert. Von 1923 bis 1927 war er Assistent am Pathologischen Institut der Städtischen Krankenanstalt zu Kiel. Er durchlief die gynäkologische Ausbildung bei seinem Doktorvater Schröder an der Kieler Frauenklinik und  habilitierte sich bei ihm 1931. Bei der Hitlerjugend war er 1934–1937 Unterbannarzt. Das Winterhilfswerk des Deutschen Volkes unterstützte er mit 250 Reichsmark monatlich. 1935 zum a.o. Professor ernannt, vertrat er 1935/36 den Lehrstuhl der Rheinischen Friedrich-Wilhelms-Universität Bonn. Von 1937 bis 1964 war er dort ordentlicher Professor. In der Zeit des Nationalsozialismus nahm er Zwangssterilisierungen vor. Sein wissenschaftlicher Schwerpunkt war das Hormonsystem der Frau. 1944 erhielt er das Kriegsverdienstkreuz I. Klasse mit Schwertern, weil er Patientinnen aus seiner brennenden Klinik gerettet hatte.

## Mitgliedschaften
- Nationalsozialistische Deutsche Arbeiterpartei (Mai 1933, Mitgliedsnummer 2.370.434)[4]
- Nationalsozialistischer Deutscher Dozentenbund (1936)[4]
- Nationalsozialistischer Deutscher Ärztebund (1936)[4]
- Nationalsozialistische Volkswohlfahrt (1936)
- NS-Reichskriegerbund
- Reichsluftschutzbund (1940)